# Sigurd Marknäs
Nils Sigurd Valdemar Marknäs, född 2 november 1909 i Kristianstad, död 29 maj 1994 i Stockholm, var en svensk väg- och vattenbyggnadsingenjör.
Marknäs avlade studentexamen i Kristianstad 1928 och utexaminerades från Kungliga Tekniska högskolan 1933. Han var konstruktör vid Stockholms stads gatukontors avdelning för Södertunneln 1933, biträdande ingenjör vid upprättande av vägförslag hos Lennart Söderhielm 1933–1934, arbetsledare och konstruktör vid stadsingenjörskontoret i Kristianstad 1934–1936, ingenjör vid AB Bergendahl & Höckert (vägbeläggningar) i Kristianstad 1936–1940, arbetschef vid byggnadsfirman Ivar Hjort i Kristianstad 1940–1943, chefsassistent vid Fortifikationsförvaltningens byggnadskontor 1943–1946, chefsassistent vid Byggnadsstyrelsen 1946–1957, blev ställföreträdande byggnadschef 1957 samt var byggnadsråd och byråchef vid byggnadsbyrån där från 1968 (tillförordnad 1967). Marknäs blev riddare av Nordstjärneorden 1966. Han är begravd på Östra begravningsplatsen i Kristianstad.